# 変位電流
変位電流（へんいでんりゅう、英: displacement current）は、電束電流（でんそくでんりゅう）とも言い、電束密度の閉曲面における法線成分の面積分が時間的に変位し発生する電流である。電束密度を{\displaystyle D}、閉曲面を{\displaystyle S}とすると次の式で表せる。
{\displaystyle I={\frac {d}{dt}}\int _{S}^{}D_{n}\,dS}
通常、電流は電荷の移動で発生するが、変位電流は電荷の移動で発生するものではないので、「変位」という名称が付けられている。単位は（通常の）電流と同じくアンペアである。電荷移動を伴う電流のことを、変位電流と対比して伝導電流と呼ぶ。
変位電流の例として、コンデンサの放電がある。
ジェームズ・クラーク・マクスウェルが、電磁気に関する第三論文の「電磁場の動力学的理論」で初めて導入し、著書の『電気磁気論』に記した。変位電流の導入によって、マクスウェルの方程式は完成し、そこから電磁波や光速度が導かれた。

## 磁場との関係
アンペール-マクスウェルの式
{\displaystyle \oint _{C}{\boldsymbol {H}}\cdot \mathrm {d} {\boldsymbol {l}}=\int _{S}\left({\boldsymbol {j}}+{\frac {\partial {\boldsymbol {D}}}{\partial t}}\right)\cdot \mathrm {d} {\boldsymbol {S}}}
より、変位電流は磁場 H と関係づけられるが、変位電流は磁場の源になるのかという問いは現代の物理学者の間でも議論になるテーマである。源にならないとする主張に対し、モデルの選択が不適切で一般化されていないといった指摘がある。兵頭は、「クーロン電場の時間微分は磁場の源にならない」といったことを説明している。「磁場を作る」という言葉使いが混乱を助長しているという指摘や、磁場を伝導電流由来と変位電流由来のそれぞれに分離することは不可能といった意見がある。